# Меркушина Анастасія Олегівна
Анастасія Олегівна Меркушина (нар. 14 січня 1995, Суми, Україна) — українська біатлоністка. Чемпіонка Європи. Заслужений майстер спорту України. Чемпіонка світу з біатлону серед юніорів, дворазова чемпіонка Європи з біатлону серед юніорів, учасниця етапів Кубка світу. Донька української біатлоністки Ірини Меркушиної.
13 березня 2022 року Анастасія Меркушина розповіла, що вирішила захищати територіальну цілісність України у прикордонних військах.

## Юніорська кар'єра
Біатлоном почала займатися в клубі «Динамо» (Львів), першими тренерами були батьки — Олег Меркушин та Ірина Меркушина-Корчагіна, пізніше разом із батьками переїхала в Тернопіль.
У 2011 році стала абсолютною (триразовою) чемпіонкою V зимових юнацьких спортивних ігор України.
З 2010 року виступає на міжнародних змаганнях. На юніорському чемпіонаті світу 2010 року в Турсбю найкращим результатом 15-річної спортсменки стало 14-е місце в спринті. У наступному турнірі, у 2011 році, виграла срібну медаль в естафеті серед дівчат, у команді з Юлією Бригінець та Іриною Варвинець. У 2012 році на світовому юніорському чемпіонаті в Контіолахті перемогла в естафетній гонці, разом з Юлією Бригінець і Юлією Журавок, у тому ж році на юніорському чемпіонаті Європи в Осрбліє стала бронзовим призером змішаної естафети разом с Іриною Варвинець, Іваном Моравським і Олександром Дахно.
У 2013 році на Європейському юнацькому олімпійському фестивалі в Брашові стала чемпіонкою в естафеті і бронзовим призером у спринті.
На юніорському чемпіонаті світу 2013 року виграла дві медалі — в естафеті разом з Юлією Журавок та Анастасією Ничипоренко завоювала срібло, а в індивідуальній гонці стала третьою, пропустивши вперед росіянку Уляну Кайшеву і подругу по команді Журавок. У 2014 році в чемпіонаті світу серед юніорів не брала участі, а на європейському рівні в Новому Месті-на-Мораві стала срібним призером в індивідуальній гонці, поступившись Анастасії Євсюніній.
У 2015 році стала дворазовою чемпіонкою Європи серед юніорів, вигравши спринт і гонку переслідування на змаганнях в Отепя, у змішаній естафеті на цьому ж турнірі завоювала бронзу. На світовому юніорському чемпіонаті того ж року в Раубичах посідала в особистих видах 7, 8 та 11 місця.
У 2016 році посіла друге місце в індивідуальній гонці на юніорському чемпіонаті світу в Кейле-Гредіштей, а на європейському рівні виграла золото в індивідуальній гонці в Поклюці. Також у сезоні 2015/2016 завоювала малий глобус юніорського кубку IBU в індивідуальних гонках.
У 2014 році також ставала бронзовим призером юніорського чемпіонату світу з літнього біатлону в Тюмені в змішаній естафеті. У 2015 році на аналогічному турнірі в Кейле-Гредіштей стала триразовою чемпіонкою світу, перемігши в спринті, гонці переслідування і змішаній естафеті. У 2016 році в Отепя виграла золото в спринті, срібло в змішаній естафеті і бронзу в гонці переслідування.

## Доросла кар'єра
Неодноразово ставала призеркою чемпіонатів України серед дорослих, у тому числі у 2012 і 2013 роках вигравала срібло в жіночій естафеті в складі команди «Динамо», у 2013 році стала бронзовим призером у спринті. У 2013 у складі команди «Динамо» і у 2015 році в складі збірної Тернополя вигравала срібло чемпіонату України з літнього біатлону в змішаних естафетах, а у 2016 році стала срібним призером у спринті.
На Кубку IBU дебютувала в 16-річному віці в сезоні 2010/2011 на етапі в Бейтостолені, у своїй першій спринтерській гонці посіла 67-е місце. В сезоні 2012/2013 набрала перші очки цього турніру, посівши 11-е місце в спринті на етапі в Острові. В сезоні 2014/2015 уперше піднялася на подіум цього турніру, посівши друге місце на етапі в Обертілліяху. У сезоні 2015/2016 отримала першу перемогу на одному з етапів в одиночній змішаній естафеті, а в сезоні 2016/2017 на етапі в Ріднау стала дворазовою переможницею, також вигравши в одиночній змішаній естафеті і вперше в кар'єрі в особистій гонці (спринті).
На Кубку світу дебютувала 4 грудня 2014 року в індивідуальній гонці в Естерсунді, де посіла 51-е місце. 11 грудня 2016 року вперше потрапила на п'єдестал Кубку світу, посівши третє місце в жіночій естафеті на етапі в Поклюці. В особистих гонках уперше набрала очки 6 січня 2017 року в спринті на етапі в Обергофі, посівши 19-е місце.
25 січня 2017 року Анастасія Меркушина завоювала бронзу на чемпіонаті Європи (Душники-Здруй, Польща).

## Виступи на Олімпійських іграх
| Змагання                          | Місце     | Індивідуальна | Спринт | Переслідування | Мас-старт | Естафета | Змішана естафета |
| --------------------------------- | --------- | ------------- | ------ | -------------- | --------- | -------- | ---------------- |
| XXII Зимові Олімпійські ігри 2018 | Пхьончхан | 70            | 55     | 46             | —         | 11       | —                |
| XXIV Зимові Олімпійські ігри 2022 | Пекін     | —             | 24     | 25             | —         | 7        | —                |

З сезону 2012 результати зимових Олімпійських ігор не зараховуються до загального заліку Кубку світу.

## Виступи на чемпіонатах світу
| Рік  | Місце проведення    | Інд | Спр | Пр  | МС | Ест | ЗМ |
| 2017 | Гохфільцен, Австрія | 33  | 10  | 8   | —  | 2   | —  |
| 2019 | Естерсунд, Швеція   | 10  | 28  | 15  | 27 | 3   | 7  |
| 2020 | Антерсельва, Італія | 11  | 10  | DNS | —  | 3   | 5  |
| 2021 | Поклюка, Словенія   | 13  | —   | —   | —  | 3   | —  |

### Виступи на чемпіонатах світу серед юніорів
| Рік  | Місце проведення            | Інд | Спр | Пр | ЗМ |
| 2011 | Нове Место-на-Мораві, Чехія | —   | 46  | 54 | 2  |
| 2012 | Контіолагті, Фінляндія      | 5   | 46  | 37 | 1  |
| 2013 | Обертілліях, Австрія        | 3   | 17  | 17 | 2  |
| 2015 | Мінськ, Білорусь            | 7   | 11  | 8  | 6  |
| 2016 | Кейле Гредіштей, Румунія    | 2   | —   | —  | —  |

## Виступи на чемпіонатах Європи

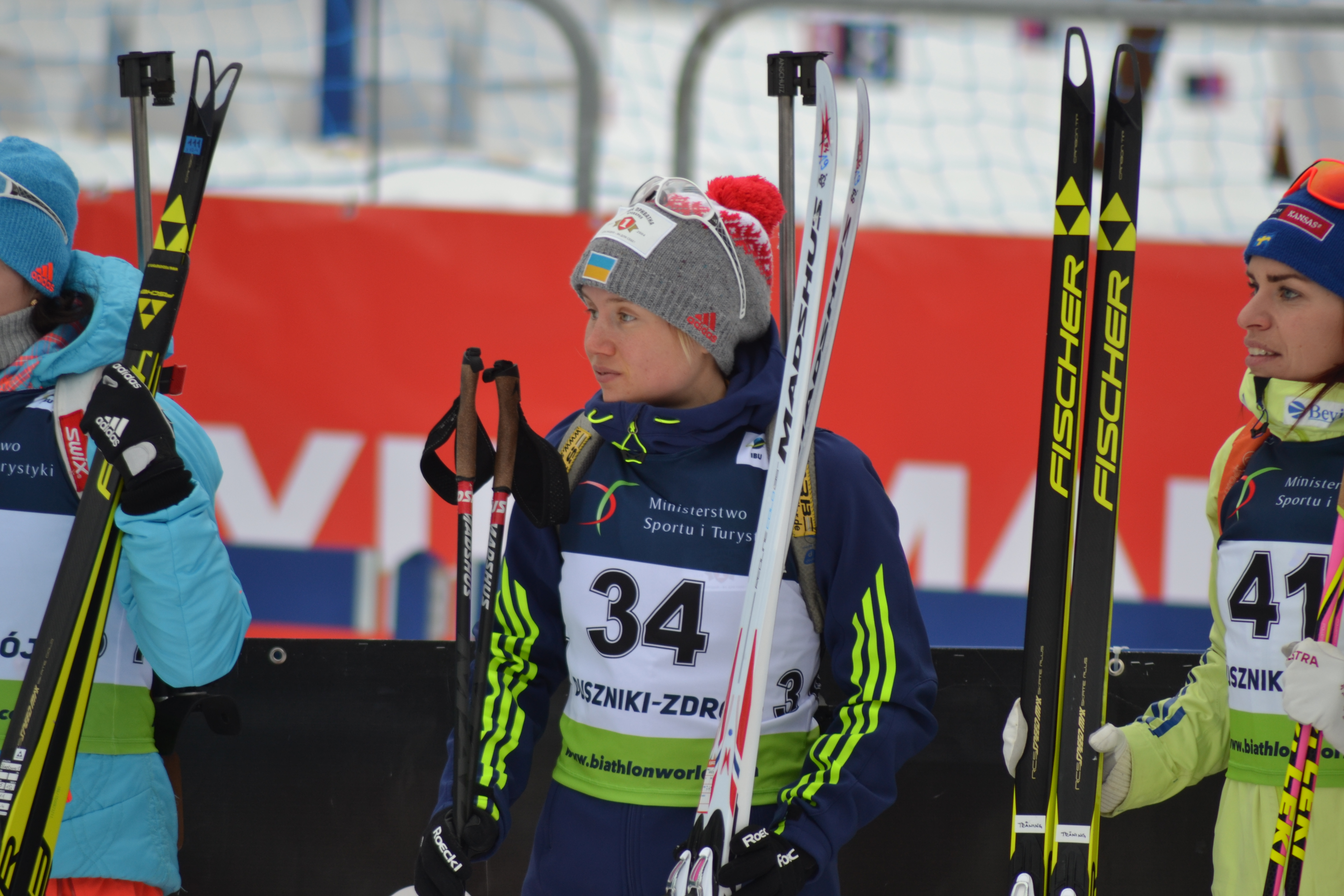
Чемпіонат Європи 2017 року.

| Рік   | Місце проведення            | Інд | Спр | Пр | ЗМ | ОЗМ | СС |
| 2014* | Нове Место-на-Мораві, Чехія | 2   | 7   | 12 | —  | —   | —  |
| 2015* | Отепя, Естонія              | 7   | 1   | 1  | 3  | —   | —  |
| 2017  | Душники-Здруй, Польща       | 3   | —   | —  | 3  | —   | —  |
| 2019  | Раубичі, Білорусь           | 18  | 8   | 8  | —  | 7   | —  |
| 2020  | Раубичі, Білорусь           | —   | 6   | 5  | —  | 3   | 6  |
| 2021  | Душники-Здруй,Польща        | 2   | 22  | —  | —  | 5   | —  |
| 2023  | Ленцергайде                 | 24  | 1   | 7  | 5  | —   | —  |

[*] — юніорські змагання

## Кубок світу

### Місця в кубках світу
| Сезон   | Індивідуальна  | Спринт         | Переслідування | Мас-старт      | Загальний залік |
| ------- | -------------- | -------------- | -------------- | -------------- | --------------- |
|         | Позиція (очки) | Позиція (очки) | Позиція (очки) | Позиція (очки) | Позиція (очки)  |
| 2014-15 | — (0)          | — (0)          | —              | —              | — (0)           |
| 2016-17 | 63 (8)         | 32 (92)        | 39 (64)        | 39 (27)        | 37 (191)        |
| 2017-18 | 27 (26)        | 57 (33)        | 33 (69)        | 36 (29)        | 42 (157)        |
| 2018-19 | 15 (56)        | 50 (52)        | 34 (77)        | 35 (28)        | 35 (213)        |
| 2019-20 | 24 (44)        | 61 (29)        | 57 (17)        | —              | 50 (90)         |
| 2020-21 | 38 (28)        | 60 (33)        | 66 (12)        | —              | 57 (73)         |
| 2021-22 | 104 (4)        | —              | —              | —              | 104 (4)         |
| 2022-23 |                |                |                |                |                 |

### Подіуми на етапах кубків світу
| Сезон   | Місце проведення         | Змагання                  | Результат |
| ------- | ------------------------ | ------------------------- | --------- |
| 2016-17 | Поклюка, Словенія        | Естафета                  | 3         |
| 2016-17 | Гохфільцен, Австрія — ЧС | Естафета                  | 2         |
| 2017-18 | Контіолахті, Фінляндія   | Одиночна змішана естафета | 2         |
| 2018-19 | Поклюка, Словенія        | Одиночна змішана естафета | 3         |
| 2018-19 | Естерсунд, Швеція — ЧС   | Естафета                  | 3         |
| 2019-20 | Антерсельва, Італія — ЧС | Естафета                  | 3         |
| 2020-21 | Поклюка, Словенія        | Естафета                  | 3         |

### Статистика кубка світу
| 2014–2015 | Остерсунд | Остерсунд | Остерсунд | Остерсунд | Гохфільцен | Гохфільцен | Гохфільцен | Поклюка | Поклюка | Поклюка | Обергоф | Обергоф | Обергоф | Рупольдінг | Рупольдінг | Рупольдінг | Антерсельва | Антерсельва | Антерсельва | Нове Место | Нове Место | Нове Место | Гольменколен | Гольменколен | Гольменколен | ЧС Контіолахті | ЧС Контіолахті | ЧС Контіолахті | ЧС Контіолахті | ЧС Контіолахті | ЧС Контіолахті | Ханти-Мансійськ | Ханти-Мансійськ | Ханти-Мансійськ | Підсумки | Підсумки |
| 2014–2015 | ЗМ        | Інд       | Спр       | Пр        | Спр        | Ест        | Пр         | Спр     | Пр      | МС      | Ест     | Спр     | МС      | Ест        | Спр        | МС         | Спр         | Пр          | Ест         | ЗМ         | Спр        | Пр         | Інд          | Спр          | Ест          | ЗМ             | Спр            | Пр             | Інд            | Ест            | МС             | Спр             | Пр              | МС              | Очок     | Місце    |
| 2014–2015 | —         | 50        | 86        | —         | —          | —          | —          | —       | —       | —       | 6       | 58      | —       | 5          | 57         | —          | 62          | —           | —           | —          | —          | —          | —            | —            | —            | —              | —              | —              | —              | —              | —              | —               | —               | —               | 0        | —        |

| 2016–2017 | Остерсунд | Остерсунд | Остерсунд | Остерсунд | Остерсунд | Поклюка | Поклюка | Поклюка | Нове Место | Нове Место | Нове Место | Обергоф | Обергоф | Обергоф | Рупольдінг | Рупольдінг | Рупольдінг | Антхольц | Антхольц | Антхольц | ЧС Гохфільцен | ЧС Гохфільцен | ЧС Гохфільцен | ЧС Гохфільцен | ЧС Гохфільцен | ЧС Гохфільцен | Пхьончхан | Пхьончхан | Пхьончхан | Контіолахті | Контіолахті | Контіолахті | Контіолахті | Холменколен | Холменколен | Холменколен | Підсумки | Підсумки |
| 2016–2017 | ЗМ        | ОЗМ       | Інд       | Спр       | Пр        | Спр     | Пр      | Ест     | Спр        | Пр         | МС         | Спр     | Пр      | МС      | Ест        | Спр        | Пр         | Інд      | МС       | Ест      | ЗМ            | Спр           | Пр            | Інд           | Ест           | МС            | Спр       | Пр        | Ест       | Спр         | Пр          | ОЗМ         | ЗМ          | Спр         | Пр          | МС          | Очок     | Місце    |
| 2016–2017 | 10        | —         | 48        | 77        | —         | —       | —       | 3       | 48         | 44         | —          | 19      | 39      | —       | 4          | 23         | 23         | 58       | —        | 4        | —             | 10            | 8             | 33            | 2             | 14            | 31        | 38        | 7         | 30          | 40          | 7           | —           | 54          | 36          | —           | 190      | 37       |

| 2017–2018 | Естерсунд | Естерсунд | Естерсунд | Естерсунд | Естерсунд | Гохфільцен | Гохфільцен | Гохфільцен | Аннесі | Аннесі | Аннесі | Обергоф | Обергоф | Обергоф | Рупольдінг | Рупольдінг | Рупольдінг | Антгольц | Антгольц | Антгольц | ОІ Пхьончхан (*) | ОІ Пхьончхан (*) | ОІ Пхьончхан (*) | ОІ Пхьончхан (*) | ОІ Пхьончхан (*) | ОІ Пхьончхан (*) | Контіолахті | Контіолахті | Контіолахті | Контіолахті | Гольменколен | Гольменколен | Гольменколен | Тюмень | Тюмень | Тюмень | Підсумки | Підсумки |
| 2017–2018 | ОЗМ       | ЗМ        | Інд       | Спр       | Пр        | Спр        | Пр         | Ест        | Спр    | Пр     | МС     | Спр     | Пр      | Ест     | Інд        | Ест        | МС         | Спр      | Пр       | МС       | Спр              | Пр               | Інд              | МС               | ЗМ               | Ест              | Спр         | ОЗМ         | ЗМ          | МС          | Спр          | Пр           | Ест          | Спр    | Пр     | МС     | Очок     | Місце    |
| 2017–2018 | —         | —         | 37        | 34        | 25        | 24         | 22         | —          | 45     | 28     | —      | 32      | 25      | 5       | 19         | 11         | 12         | DNS      | —        | —        | 55               | 46               | 70               | —                | —                | 11               | 61          | 2           | —           | —           | 59           | 36           | 8            | —      | —      | —      | 157      | 42       |

| 2018–2019 | Поклюка | Поклюка | Поклюка | Поклюка | Гохфільцен | Гохфільцен | Гохфільцен | Нове Место | Нове Место | Нове Место | Обергоф | Обергоф | Обергоф | Рупольдінг | Рупольдінг | Рупольдінг | Антерсельва | Антерсельва | Антерсельва | Кенмор | Кенмор | Солджер Голлов | Солджер Голлов | Солджер Голлов | ЧС Остерсунд | ЧС Остерсунд | ЧС Остерсунд | ЧС Остерсунд | ЧС Остерсунд | ЧС Остерсунд | Гольменколлен | Гольменколлен | Гольменколлен | Підсумки | Підсумки |
| 2018–2019 | ЗМ      | Інд     | Спр     | Пр      | Спр        | Пр         | Ест        | Спр        | Пр         | МС         | Спр     | Пр      | Ест     | Спр        | Ест        | МС         | Спр         | Пр          | МС          | Інд    | Ест    | Спр            | Пр             | ЗМ             | ЗМ           | Спр          | Пр           | Інд          | Ест          | МС           | Спр           | Пр            | МС            | Очок     | Місце    |
| 2018–2019 | 3       | 16      | 46      | 37      | 67         | —          | 8          | 14         | 22         | 23         | 35      | 19      | 8       | 56         | 15         | —          | 35          | 35          | —           | —      | —      | —              | —              | —              | 7            | 28           | 15           | 10           | 3            | 25           | 57            | 50            | —             | 213      | 35       |

| 2019–2020 | Остерсунд | Остерсунд | Остерсунд | Остерсунд | Гохфільцен | Гохфільцен | Гохфільцен | Аннесі | Аннесі | Аннесі | Обергоф | Обергоф | Обергоф | Рупольдінг | Рупольдінг | Рупольдінг | Поклюка | Поклюка | Поклюка | ЧМ Антерсельва | ЧМ Антерсельва | ЧМ Антерсельва | ЧМ Антерсельва | ЧМ Антерсельва | ЧМ Антерсельва | ЧМ Антерсельва | Нове Место | Нове Место | Нове Место | Контіолахті | Контіолахті | Підсумки | Підсумки |
| 2019–2020 | ЗМ        | Спр       | Інд       | Ест       | Спр        | Ест        | Пр         | Спр    | Пр     | МС     | Спр     | МС      | Ест     | Спр        | Ест        | Пр         | ЗМ      | Інд     | МС      | ЗМ             | Спр            | Пр             | Інд            | ОЗМ            | Ест            | МС             | Спр        | Ест        | МС         | Спр         | Пр          | Очок     | Місце    |
| 2019–2020 | 4         | 49        | 31        | 9         | —          | —          | —          | —      | —      | —      | 46      | —       | 6       | —          | —          | —          | 5       | 37      | —       | 5              | 10             | DNS            | 11             | —              | 3              | —              | 21         | 4          | —          | 32          | 24          | 90       | 50       |

| 2020–2021 | Контіолахті | Контіолахті | Контіолахті | Контіолахті | Контіолахті | Гохфільцен | Гохфільцен | Гохфільцен | Гохфільцен | Гохфільцен | Гохфільцен | Обергоф | Обергоф | Обергоф | Обергоф | Обергоф | Обергоф | Антерсельва | Антерсельва | Антерсельва | ЧС Поклюка | ЧС Поклюка | ЧС Поклюка | ЧС Поклюка | ЧС Поклюка | ЧС Поклюка | Нове Место | Нове Место | Нове Место | Нове Место | Нове Место | Нове Место | Естерсунд | Естерсунд | Естерсунд | Підсумки | Підсумки |
| 2020–2021 | Інд         | Спр         | Спр         | Ест         | Пр          | Спр        | Ест        | Пр         | Спр        | Пр         | МС         | Спр     | Пр      | ЗМ      | Спр     | Ест     | МС      | Інд         | МС          | Ест         | ЗМ         | Спр        | Пр         | Інд        | Ест        | МС         | Ест        | Спр        | Пр         | Спр        | Пр         | ЗМ         | Спр       | Пр        | МС        | Очок     | Місце    |
| 2020–2021 | —           | —           | —           | —           | —           | 60         | —          | 56         | —          | —          | —          | 92      | —       | —       | —       | —       | —       | —           | —           | —           | —          | —          | —          | 13         | 3          | —          | 4          | 22         | 29         | 27         | 55         | —          | 78        | —         | —         | 73       | 57       |

| 2021–2022 | Остерсунд | Остерсунд | Остерсунд | Остерсунд | Остерсунд | Гохфільцен | Гохфільцен | Гохфільцен | Аннесі-Ле-Гран-Борнан | Аннесі-Ле-Гран-Борнан | Аннесі-Ле-Гран-Борнан | Обергоф | Обергоф | Обергоф | Обергоф | Рупольдінг | Рупольдінг | Рупольдінг | Антерсельва | Антерсельва | Антерсельва | ОІ Пекін | ОІ Пекін | ОІ Пекін | ОІ Пекін | ОІ Пекін | ОІ Пекін | Контіолахті | Контіолахті | Контіолахті | Отепяе | Отепяе | Отепяе | Отепяе | Осло | Осло | Осло | Підсумки | Підсумки |
| 2021–2022 | Інд       | Спр       | Спр       | Пр        | Ест       | Спр        | Пр         | Ест        | Спр                   | Пр                    | МС                    | Спр     | Пр      | ЗМ      | ОЗМ     | Спр        | Пр         | Ест        | Інд         | МС          | Ест         | Інд      | Спр      | Пр       | МС       | Ест      | ЗМ       | Спр         | Пр          | Ест         | Спр    | МС     | ЗМ     | ОЗМ    | Спр  | Пр   | МС   | Очок     | Місце    |
| 2021–2022 | 71        | —         | —         | —         | 10        | —          | —          | —          | —                     | —                     | —                     | —       | —       | —       | —       | 88         | —          | 9          | 37          | —           | 11          | —        | 24       | 25       | —        | 7        | —        | —           | —           | —           | —      | —      | —      | —      | —    | —    | —    | 4        | 104      |

| 2022–2023 | Контіолахті | Контіолахті | Контіолахті | Контіолахті | Гохфільцен | Гохфільцен | Гохфільцен | Аннесі-Ле-Гран-Борнан | Аннесі-Ле-Гран-Борнан | Аннесі-Ле-Гран-Борнан | Поклюка | Поклюка | Поклюка | Поклюка | Рупольдінг | Рупольдінг | Рупольдінг | Антерсельва | Антерсельва | Антерсельва | ЧС Обергоф | ЧС Обергоф | ЧС Обергоф | ЧС Обергоф | ЧС Обергоф | ЧС Обергоф | ЧС Обергоф | Нове Место | Нове Место | Нове Место | Нове Место | Естерсунд | Естерсунд | Естерсунд | Осло | Осло | Осло | Підсумки | Підсумки |
| 2022–2023 | Інд         | Спр         | Ест         | Пр          | Спр        | Пр         | Ест        | Спр                   | Пр                    | МС                    | Спр     | Пр      | ЗМ      | ОЗМ     | Інд        | МС         | Ест        | Спр         | Пр          | Ест         | Ест        | Спр        | Пр         | Спр        | Пр         | ЗМ         | ОЗМ        | Спр        | Пр         | ЗМ         | ОЗМ        | Інд       | МС        | Ест       | Спр  | Пр   | МС   | Очок     | Місце    |
| 2022–2023 | —           | —           | —           | —           | 35         | 35         | 12         | 57                    | 36                    | —                     | 38      | 45      | —       | 7       | 31         | —          | 11         | 55          | DNS         | 9           | —          | —          | —          | —          | —          | —          | —          | —          | —          | —          | —          | —         | —         | —         | —    | —    | —    | 30       | 60       |

## Особисте життя
Мама Анастасії, Ірина Меркушина, також займалася біатлоном і в 1990-ті роки брала участь у змаганнях Кубку світу в складі збірної України, завершила кар'єру 2004 року. Батько працює тренером з біатлону. Молодша сестра Олександра також займається біатлоном.
Закінчила факультет міжнародного бізнесу та менеджменту Тернопільського національного економічного університету (2016).
13 березня 2022 року Анастасія Меркушина розповіла, що вирішила захищати територіальну цілісність України у прикордонних військах.

## Статистика стрільби
| № | Сезон   | Загальна       | Індивідуальна гонка | Спринт       | Гонка переслідування | Мас-старт    | Естафета       |
| - | ------- | -------------- | ------------------- | ------------ | -------------------- | ------------ | -------------- |
| 1 | 2014/15 | 85.2 (69/81)   | 90.0 (18/20)        | 77.5 (31/40) | 0.0 (0/0)            | 0.0 (0/0)    | 95.2 (20/21)   |
| 2 | 2016/17 | 84.0 (331/394) | 71.7 (43/60)        | 86.3 (69/80) | 85.7 (120/140)       | 95.0 (19/20) | 85.1 (80/94)   |
| 3 | 2017/18 | 87.4 (285/326) | 83.3 (50/60)        | 84.3 (59/70) | 89.2 (107/120)       | 95.0 (19/20) | 89.3 (50/56)   |
| 4 | 2018/19 | 86.3 (327/379) | 95.0 (38/40)        | 86.3 (69/80) | 83.3 (100/120)       | 80.0 (32/40) | 88.9 (88/99)   |
| 5 | 2019/20 | 82.9 (208/251) | 86.7 (52/60)        | 85.0 (34/40) | 85.0 (17/20)         | 0.0 (0/0)    | 80.2 (105/131) |
| 6 | 2020/21 | 82.5 (146/177) | 95.0 (19/20)        | 84.0 (42/50) | 76.7 (46/60)         | 0.0 (0/0)    | 83.0 (39/47)   |

## Державні нагороди
- Орден княгині Ольги II ст. (8 березня 2021 року) — за значний особистий внесок у соціально-економічний, науково-технічний, культурно-освітній розвиток Української держави, зразкове виконання службового обов'язку та багаторічну сумлінну працю[10]
- Орден княгині Ольги III ст. (9 вересня 2017) — За вагомий особистий внесок у розвиток та популяризацію фізичної культури і спорту в Україні, досягнення високих спортивних результатів та багаторічну плідну професійну діяльність[11]
- Лауреат Премії Кабінету Міністрів України за особливі досягнення молоді у розбудові України (2015)[12].